# Zope Object Database
ZODB è lo Zope Object Database. Si tratta del sistema di database ad oggetti alla base di Zope, un application server open source ideato dalla Zope Corporation e realizzato da questa insieme a una vasta comunità di sviluppatori.
A differenza di un RDBMS (sistema per la gestione di basi di dati relazionali), una base di dati ad oggetti è gerarchica, in altre parole, si avvale di una struttura ad albero come un file system del computer:
```
       root
      /    \
 objet A   objet B
```

È anche possibile utilizzare relazioni nel dare un'identificazione di oggetti che ne hanno bisogno e gestirla come su un database relazionale con un ID che è auto-incrementante per la creazione di un oggetto. 

## Storia
Creato da Jim Fulton di Zope Corporation verso la fine degli anni '90.
- Iniziato come semplice Object System persistente (POS) durante lo sviluppo di "Principia" (che in seguito divenne Zope).
- ZODB 3 è stato ribattezzato quando un cambiamento significativo di architettura è stato implementato.
- ZODB 4 era un progetto, durato poco, di re-implementare l'intero pacchetto ZODB 3 utilizzando il 100% di Python.